# Hagenberg im Mühlkreis
Hagenberg im Mühlkreis est une commune autrichienne du district de Freistadt en Haute-Autriche. Hagenberg est situé à "Mühlviertel", ce part de l'Haute-Autriche qui est Nord de la Danube.
Hagenberg héberge le Softwarepark Hagenberg, un parc d'activité technologique majeur dans le domaine de l'informatique créé en 1991 autour du Research Institute in Symbolic Computation.

## Géographie
Hagenberg est situé à "Mühlviertel", ce part de l'Haute-Autriche qui est Nord de la Danube. La cité estvsituée à "Urfahr Umgebung", près de Linz et à la limité de Pregarten.

## Histoire
- Notices d'autorité :   - VIAF
  - LCCN
  - GND
  - Tchéquie
  - WorldCat